# Acacia lujae
Acacia lujae är en ärtväxtart som beskrevs av De Wild. Acacia lujae ingår i släktet akacior, och familjen ärtväxter. Inga underarter finns listade i Catalogue of Life.